# Swingolf

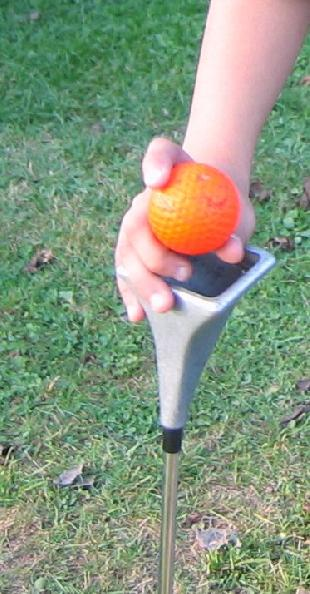
Swingolf-Ball und -Schläger

Swingolf ist eine ursprünglich französische, 1982 von Laurent de Vilmorin entwickelte Golfsportvariante mit vereinfachtem Regelwerk und geringeren Ausstattungsanforderungen und somit ein einstiegsfreundlicher Freiluftsport. Die Aufgabe besteht darin, einen Hartschaumball mittels eines Universalschlägers und möglichst wenigen Schlägen über gemähte Spielbahnen in markierte Löcher zu befördern. Swingolf entwickelt sich besonders dort, wo Flächenknappheit die Entwicklung traditioneller Golfplätze erschwert.

## Grundmerkmale

Der „Swing“

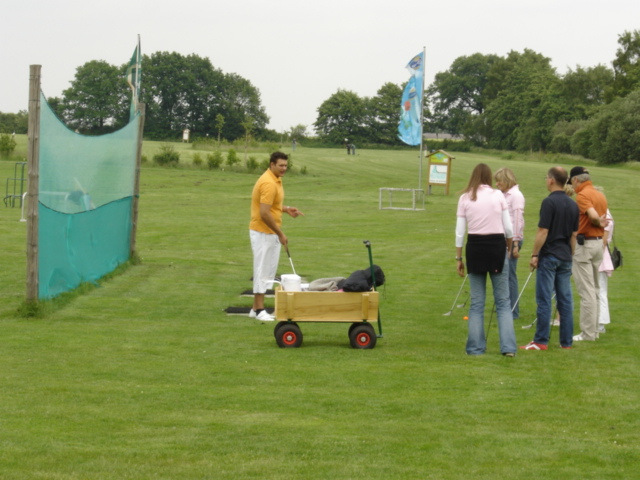
Erste Übungsschläge am Netz;
typischer Verpflegungsbollerwagen

Vergleich des Flächenverhältnisses Golf und Swingolf

Im Vergleich zum klassischen Golf gilt Swingolf als rustikaler. Kennzeichnend sind mitgeführte, mit Proviant gefüllte Bollerwagen und eine vereinstypische Gastronomie, Bekleidungserwartungen bestehen nicht. Gespielt wird auf Wiesenflächen, bei denen auf Pestizideinsatz sowie künstliche Bewässerung verzichtet wird. Entsprechend ist auch die Einsaat empfindlicher Golfrasenmischungen entbehrlich. Aufgrund der einheitlichen Grasnarbe ist es möglich und auch üblich, Spielbahnen nach gewisser Zeit im Rahmen der bestehenden Regeln zu verändern, insbesondere die Abschlagflächen, die zur Vermeidung von Kahlstellen nach Beanspruchung versetzt oder mit einer trittfesten Abschlagmatte versehen werden.
Eine Swingolfrunde besteht in der Regel aus 18 Spielbahnen (engl.: Fairways), die 10 bis 12 m breit und zusammen 2 bis 3 km lang sind. In der Mitte der Anlage befindet sich typischerweise der Empfang mit Schlägerausgabe und einfacher Gastronomie, sodass dort jeweils eine Schleife von 9 Bahnen beginnen und auch wieder enden kann. Wie beim Minigolf ist die Ausleihe von Schlägern und Bällen im Eintritt enthalten, Clubmitglieder erhalten Sonderkonditionen.
Üblicherweise verabreden sich mehrere Spieler, eine Runde zu spielen (engl.: Flight), die dann mehrere Stunden dauern kann. Damit die Gruppe nicht auseinanderreißt, ist immer derjenige an der Reihe, der am weitesten vom Zielloch entfernt ist.
Swingolf kann bei guter Gesamtkonstitution auch im Alter und mit körperlichen Beeinträchtigungen ausgeübt werden. Die Universität Regensburg hat im Rahmen einer Untersuchung von Herz-Kreislauf-Patienten dokumentiert, dass körperliche Leistungen und das psychische Wohlbefinden signifikant verbessert werden.
Die potenzielle Eigen- und Fremdgefährdung ist bei Beachtung der Regeln gering, am Abschlag ist ein Sicherheitsabstand einzuhalten und die Spielbahn muss frei von Mitspielern sein. Die im Golf erforderliche und durch bestandene Prüfung nachzuweisende Platzerlaubnis ist beim Swingolf unbekannt, sie wird durch Unterweisungen sowie Übungsschläge an einem Fangnetz ersetzt.
Die Bewegung – der namengebende Swing – lässt es zu, den Ball mehr als 100 m weit zu schlagen. Die unterschiedlichen Schlagbewegungen werden mit einem Schläger ausgeführt, dessen Schaft aus Aluminium, Carbon, Edelstahl, Graphit, Titan oder aus Hybridmaterial bestehen kann. Die Länge des Schlägers bemisst sich nach der Hüfthöhe des Spielers mit Standardlängen zwischen 80 und 105 cm. Der Schlägerkopf besteht aus gehärtetem, auf Wunsch auch verchromtem Aluminium. Er ist massiv oder unten hohl und weist unterschiedlich gewinkelte Seiten auf, sodass gleichermaßen Distanzschläge, Annäherungsschläge sowie auch das Einlochen möglich sind.
Der Swingolfball ist eine homogene Kugel mit 5 cm Durchmesser und einem Gewicht von 50 Gramm. Im Vergleich zum wenig leichteren, aber nur halb so voluminösen Golfball fliegt dieser deutlich langsamer und kürzer. Auf Anlagen mit Wasserflächen wird der aus dem Boßelsport bekannte Grabber mitgeführt, der dazu dient, schwimmende Bälle zu bergen. Er besteht aus einem Korb, an dem ein langer Stiel befestigt ist.
Für Anfänger gibt es einen Plastikstift (engl.: Tee), der in den Boden eingedrückt, eine erhöhte Ballposition ermöglicht, wodurch das Abschlagen erleichtert wird. Im Zielbereich des Lochs, innerhalb des sehr kurz gemähten Rasenkreises (engl.: Green), darf dieser Stift jedoch nicht genutzt werden. Die im 30 cm großen Loch versenkte Fahne darf zum Einlochen kurz entfernt werden.
Für jede Spielbahn gibt es die aus dem klassischen Golf übernommene Par-Vorgabe. Je nach Bahnlänge sind drei, vier oder fünf Schläge als Soll vorgegeben. Ein ambitionierter Spieler ist in der Lage, mit der jeweiligen Vorgabe abzuschließen. Eine 18-Loch-Anlage erreicht insgesamt Par 72, das sich meist aus je vier Par-3- und Par-5-Bahnen sowie zehn Par-4-Bahnen zusammensetzt. Ein Par 3 hat beim Swingolf eine Länge von 50 bis 100 m, ein Par 4 100 bis 200 m und ein Par 5 200 bis 300 m.
Benötigt werden für eine 9-Loch-Anlage etwa 5 ha, für eine 18-Loch-Turnieranlage 10 ha, dies entspricht etwa 15 Prozent der für einen klassischen Golfplatz benötigten Fläche.

## Ursprünge

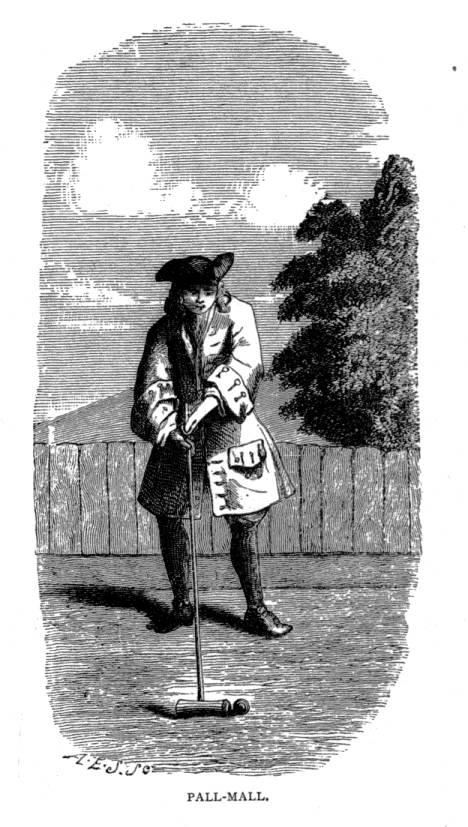
Vorläuferspiel Paille-Maille (engl. Pall Mall)

Entwickelt wurde Swingolf aus der Rückbesinnung auf Präzisionssportarten, die seit dem Mittelalter zunächst im bäuerlichen und schließlich im bürgerlichen Umfeld entstanden. Dazu zählen
- Chole, Colf bzw. Kolven, eine aus Flandern und den Niederlanden überlieferte Sportart, die auf vereisten Kanälen, aber auch auf trockenen Wiesen seit dem Ende des 14. Jahrhunderts gespielt wurde und heute nur noch als Indoor-Spiel in Westfriesland verbreitet ist.
- Paille-Maille, ein in Frankreich, Italien und Holland im 16. Jahrhundert bekannt gewordenes Spiel – als Pall-Mall auch auf den Britischen Inseln, besonders im Raum London verbreitet –, für das bereits angelegte Spielbahnen erforderlich waren. In seiner Blütezeit nach dem Dreißigjährigen Krieg und besonders im 18. Jahrhundert bevorzugtes Spiel des städtischen Bürgertums, auch in Deutschland, wovon noch heute Bezeichnungen wie Palmaille (Straße in Hamburg-Altona) oder Maille (Stadtpark in Esslingen am Neckar) hinweisen.

Aus diesen Ursprüngen haben sich im 19. Jahrhundert alle mit Ball oder Kugel sowie Stock oder Schläger gespielten Präzisionssportarten entwickelt, darunter am Ende des Jahrhunderts das freie Golfen auf der öffentlichen Grünanlage Cannstatter Wasen bei Stuttgart: Initiiert durch den Sportfunktionär Philipp Heineken trafen sich dort ab 1890 Studierende zum Einlochen, informelles und etikettefreies Golfen wurde praktiziert, das mit Etablierung einer Verbandsstruktur jedoch rasch als unangemessen betrachtet und verdrängt wurde.
International bestand mehr Offenheit gegenüber speziellen Anforderungen, so entstand in den 1930er Jahren
- Cayman-Golf als Golfspielvariante mit langsamem Ball, denn auf den Cayman-Inseln ist aus Platzmangel Golf nur eingeschränkt möglich. Dieser Ball weist statt Dellen Noppen auf, somit verkürzen sich die Flugbahn und der Platzbedarf erheblich.[9] Entwickler war der US-amerikanische Chemiehersteller DuPont, dessen französischstämmige Eignerfamilie mit dem Swingolfarchitekten DeVilmorin aus der Île de France (dem Pariser Umland) befreundet war.[10]

## Entwicklungsgeschichte

### Die 1980er Jahre
Die erste Anlage mit den Swingolf-Spezifikationen (einheitlicher Schläger, Hartschaumball, kurze Spielbahnen auf Wiesenland) entstand 1982 in der Nähe der Kleinstadt Etampes bei Paris nach Impulsen aus der Familienfreundschaft DuPont/DeVilmorin und der Detailplanung des Architekten Laurent de Vilmorin (1928–2008).
Zunächst wurden wie beim alten Paille-Maille ausschließlich öffentliche Grünanlagen genutzt. Noch im gleichen Jahrzehnt wurde der französische Swingolf als eigenständige Sparte im nationalen Golfverband gegründet, ein eigenständiges Regelwerk wurde aufgestellt, das seither auch europaweit gilt.

### Die 1990er Jahre
Das folgende Jahrzehnt war in Frankreich durch Konsolidierung, den Bau erster Anlagen, Clubgründungen sowie durch Anpassungen des Regelwerks gekennzeichnet. Dabei wurden auch verbindliche Mindeststandards für den Bau, die Ausstattung und den Betrieb festgelegt. Länderübergreifend wurde in die Romandie und die Wallonie expandiert, die dortigen Anlagen gliederten sich in die französische Verbandsstruktur ein.

### Seit dem Jahr 2000

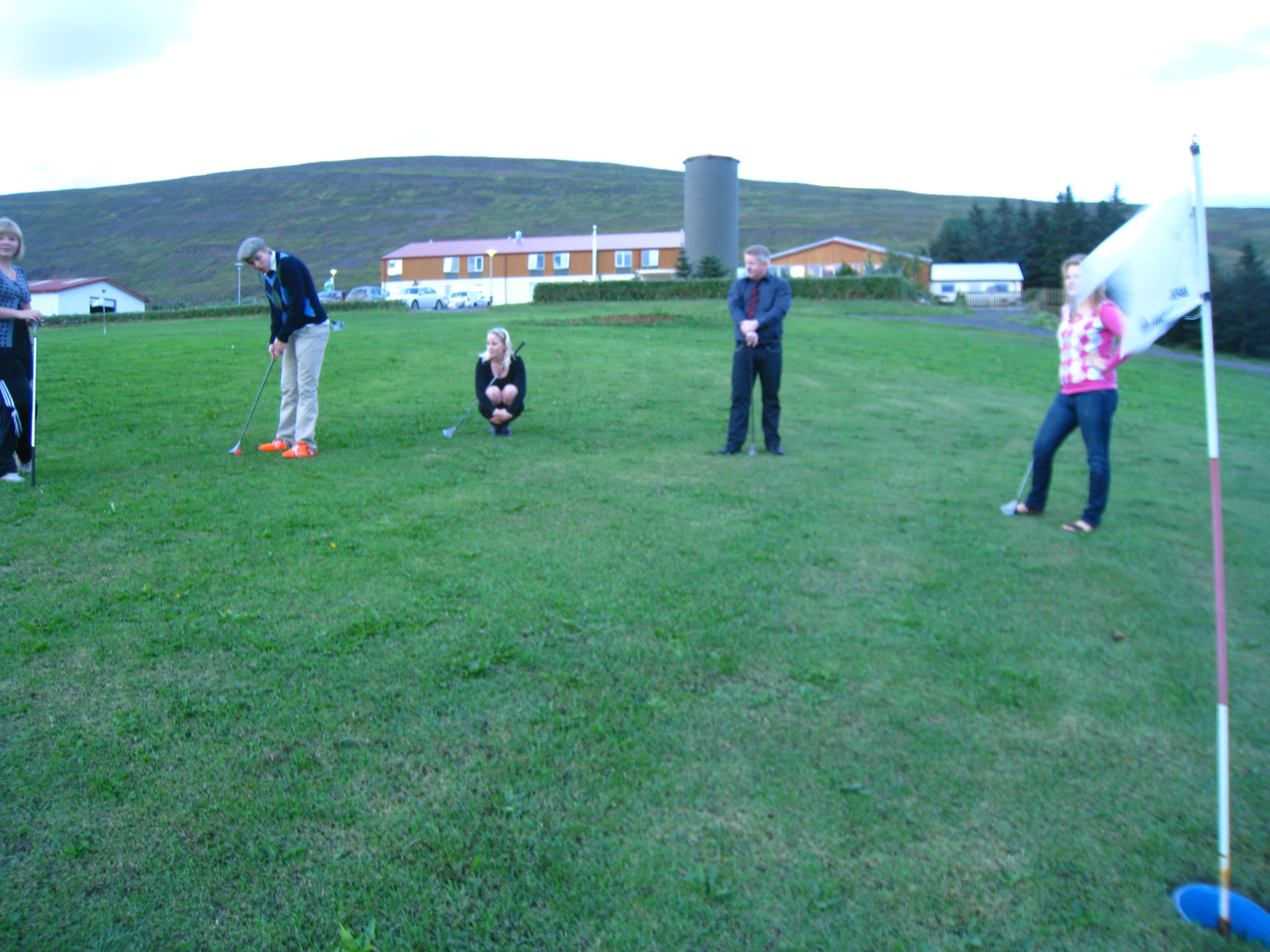
Swingolf-Runde im Norden Islands

Es dauerte 20 Jahre bis zur Überschreitung der Sprachgrenze. Maßgeblichen Einfluss daran hatte der Kurzbericht über eine Schweizer Swingolfanlage in der Landwirtschaftszeitung Top agrar unter der Überschrift „Bauerngolf füllt Kasse“. Der Artikel weckte vor allem das Interesse bei deutschen Landtourismus-Veranstaltern und Landwirten, die bereits Teileinkünfte aus Beherbergung bzw. Gastronomie bezogen. Der französische Swingolfverband beauftragte daraufhin Jean-Pierre Weber, ein zweisprachiges Vorstandsmitglied, mit der Bearbeitung von Anfragen aus dem deutschsprachigen Raum.
Inzwischen ist Swingolf in vielen Ländern Mitteleuropas sowie an der italienischen Adriaküste und im Norden Islands, Gemeinde Svalbarðsströnd vertreten. Alljährlich werden nationale und seit 2005 auch europäische Meisterschaften (EM) ausgetragen, bislang einmal in Frankreich, bereits dreimal in Deutschland, 2010 in der Schweiz (Lavigny), 2011 in Österreich (Linz).
In Frankreich ist ein bis heute erhaltenes Merkmal die Zweigliedrigkeit von temporären, informellen Anlagen (Les parcours variés pour jouer en liberté) und dauerhaften, turnierzertifizierten (Les parcours homologués pour la compétition par la Fédération Sportive de Swin-Golf). Auch in Deutschland bestehen informelle Anlagen, die in Kurparks oder als Zwischennutzung langfristig vorgesehener Bauentwicklung betrieben werden.
Ende 2011 bestanden im deutschsprachigen Landesteil der Schweiz, in Österreich und Deutschland mehr als 50 Anlagen, fast so viele wie im Ursprungsland Frankreich.
60 Prozent umfassen 18-Loch, 30 Prozent 9-Loch, 10 Prozent sind unzertifiziert. Diese Verteilung ähnelt der des klassischen Golf.
Im Juni 2012 ist in der durch den Handballsport bekannten Gemeinde Handewitt bei Flensburg die europaweit erste 27-Loch-Anlage eröffnet worden.
Insgesamt ist die Verteilung der Anlagen in Mitteleuropa noch recht uneinheitlich, wie nebenstehende Verbreitungskarte veranschaulicht.
Dargestellt sind nur planungsrechtlich gesicherte und nachweislich betriebene Anlagen, nicht aber temporäre oder informelle Plätze.
Außereuropäisch besteht eine Anlage in Südafrika. Im anglo- und iberoamerikanischen Raum hingegen ist der Versuch, Swingolf zu etablieren, offenbar an markenrechtlichen Problemen gescheitert, alternativ wird dort das vergleichbare Caymangolf gespielt.

## Varianten
Auf größeren Swingolf-Anlagen ist es üblich geworden, ergänzende Spiel- und Sportarten anzubieten, wie Boule/Boccia, Speed-Badminton, Shuffleboard, Pit-Pat, Fußballgolf, Discgolf, Padel-Tennis oder auch überdachte Kleingolfvarianten. Diese Auffächerung dient besonders der Nutzungsoptimierung und -entzerrung bei hohem Besucheraufkommen.
Swingolfer treffen sich im Winter zu eventbetonten Spielvarianten wie
- City-Swin, das z. B. im schweizerischen Basel[34] und in Freiburg (Kanton Freiburg)[35] durch innerstädtische Grünanlagen gespielt wird.
- Friesisches Biathlon, eine Kombination von Swingolf und Boßeln.[36]
- Hippo-Swin, Swingolf auf der Innenfläche einer Pferderennbahn während renn- und trainingsfreier Zeiten.[37]
- Snow-Swin, auf gewalzten Spielbahnen und nach Anbruch der Dunkelheit unter Einsatz fluoreszierender Bälle[38]
- Watt-Swin entlang der ost- und nordfriesischen Küste[39]

## Kooperationen und Wettbewerbe

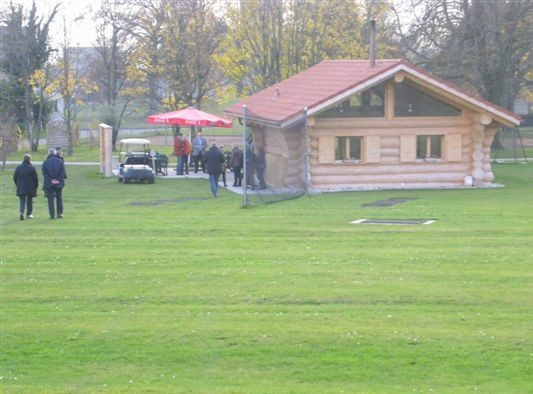
Après-Swin: Rustikales Clubhaus der Anlage im schweizerischen Lavigny nahe dem Genfersee, EM-Austragungsort 2010

Örtliche Swingolfvereine organisieren regionale und überregionale Wettbewerbe, auf lokaler Ebene auch Betriebs- und Schulsportinitiativen sowie touristische Angebote. Die Europameisterschaften 2010 fanden auf der Anlage einer karitativen Stiftung in Lavigny/Schweizer Kanton Waadt statt, die von Menschen mit und ohne Behinderungen betrieben wird. Mancherorts werden Greenkeeper-Cups organisiert, um die mit der Pflege unterschiedlicher Sportanlagen befassten Beschäftigten einer Region zusammenzuführen. Kombiticketabkommen bestehen mit Golfclubs und Fitnessstudios. In Linz/Oberösterreich wurde die örtliche Anlage in den Veranstaltungsplan zum europäischen Kulturhauptstadtjahr 2009 einbezogen.
Unterstützt werden die sportökologischen Grundsätze des Deutschen Sportbundes, der Swingolf als Beitrag zur Erfüllung des Goldenen Plans (Programm zum planmäßigen Abbau des Sportstättenmangels) anerkennt.
Swingolfprojekte werden als nachhaltiger Beitrag zur wirtschaftlichen Diversifizierung des ländlichen Raums betrachtet. Unterstützt durch Sportpolitiker wie Christian von Boetticher aus Schleswig-Holstein und dem Landesgolfverband S-H ist der Norden Deutschlands weiterhin Schwerpunktgebiet dieser Sportart. Beachtenswert ist auch, dass einzelne Golfanlagen Kurzbahnen oder Übungsplätze für Swingolf zur Verfügung stellen.
Bei Vorliegen entsprechender Voraussetzungen kann ein Swingolfprojekt im öffentlichen Interesse liegen und entsprechend gefördert werden. Die Zuwendung erfolgt aus dem EU-Programm zur Förderung des ländlichen Raums und ist abhängig von
- der Lage (touristisch oder landwirtschaftlich geprägt),
- der Projektkonstellation (kommunale, private oder Vereinsträgerschaft),
- dem Betriebskonstellation (landwirtschaftlich, gewerblich oder gemeinnützig),
- dem Bundesland sowie der Lage innerhalb des Bundeslands.

Swingolf als nachhaltiger Entwicklungsbeitrag wurde bereits mehrfach im Rahmen des Bundeswettbewerbs Unser Dorf hat Zukunft anerkannt: Auf Länderebene wurden u. a. die Gemeinden Davensberg, Westenholz und Hopsten (NRW) prämiert, Goldmedaillen erhielten 2010 die Gemeinde Dötlingen (Swingolf Iserloy) in Niedersachsen, 2007 Schönau in Bayern (Freizeitpark Voglsam). Silber erhielt 2007 die Gemeinde Duvensee (Swingolf Bergrade) in Schleswig-Holstein.
Obwohl weiterhin Unterschiede im Selbstverständnis bestehen, zeichnet sich mancherorts die Herausbildung einer Gesamtstrategie aller Golfspielarten ab. Damit soll auch dem allgemeinen Aufmerksamkeitsgewinn Rechnung getragen werden, der durch den Golfranglistenspieler Martin Kaymer und die Wiedereinführung des Golfsports als olympische Disziplin bei den Sommerspielen 2016 verursacht wird.
Kontakte zum Leistungssport bestehen besonders im Fußball-Bereich: So betreibt die Nationalspielerin Linda Bresonik Swingolf als Entspannungssport, während beim SV Werder Bremen das Spiel im Rahmen der Saisonvorbereitung und zur Festigung der Mannschaftsstruktur praktiziert wird.

## Verbandliche Aufgaben
Der französische Swingolfverband ist seit 1996 Mitglied im Sportbund UFOLEP (Union francaise des Oeuvres Laiques d’Education Physique) und dem Jugendsportbund USEP (Union Sportive de l’Enseignement du Premier Degré), der sich besonders der Sportförderung an Kindergärten und Grundschulen widmet.
2005 wurde auch für den deutschen Sprachraum ein Verband gegründet, Regionalverbände können dort folgen, wo eine ausreichende Anlagendichte besteht. Die französischen Lizenzierungs- und Zertifizierungsanforderungen wurden ausnahmslos übernommen, zu offenen Regelwerkfragen besteht ein ständiger Dialog.

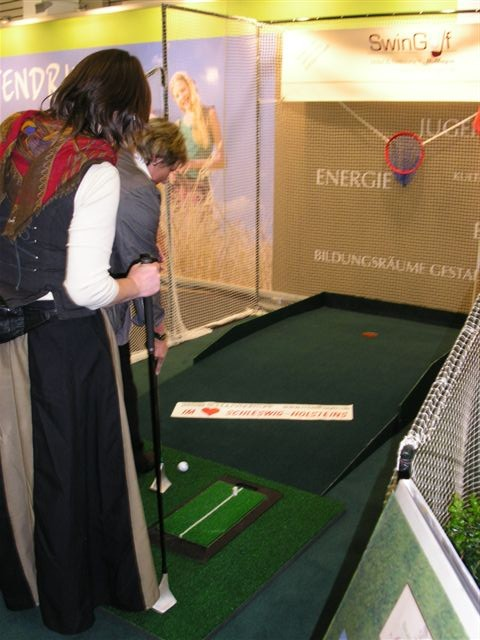
Swingolfstand auf der Internationalen Grünen Woche Berlin 2011

Verbandsaufgaben im Swingolfbereich umfassen
- die Festsetzung von international abgestimmten Spielregeln und Qualitätsstandards,[55]
- Zertifizierung und Monitoring der Anlagen,
- Fortbildungen für Spieler, Platzbetreiber und Schiedsrichter,
- Wettkampforganisationen, Mitwirkung an intern. Meisterschaften,
- Beratungen zur Anlagenplanung und Fördermittelbeschaffung,[56]
- die Handicap-Dokumentation lizenzierter Spieler.

Lizenzierte Swingolfer verfolgen das Ziel, konstant mit möglichst weniger als 10 Schlägen über Par abzuschließen und somit ein einstelliges Handicap vorzuweisen. Innerhalb des Swingolf-Dachverbandes erreichten dies im Jahr 2011 40 von 240 Spielern (=16,7 Prozent), innerhalb des französischen Verbandes 287 von 882 Spielern (= 32,5 Prozent).
Das Geschlechterverhältnis gilt noch als unausgewogen, Männer sind deutlich in der Mehrheit. So lag die Frauenquote bei der deutschen Meisterschaft 2011 bei 21,1 Prozent. Als Anreiz zur Erhöhung des weiblichen Anteils werden bei Turnieren auch unabhängig von der Teilnehmerinnenzahl Pokale vergeben, weitere Initiativen sollen folgen.
Unter der Projektleitung der AktivRegion Mittelholstein wurde 2011 Swingolf erstmals auf der Internationalen Grünen Woche Berlin präsentiert.
Alle in der Karte als Par 72 (grüner Punkt) oder Par 36 (blauer Punkt) markierte Anlagen sind turnierfähig und erfüllen die verbandlich aufgestellten Kriterien. Die deutsche Meisterschaft 2011 wurde nach Essen, die Europameisterschaft 2011 nach Linz vergeben. Für die EM wurde die Zahl der Aktiven auf 160 limitiert und erstmals ein begrenztes Sponsoring ermöglicht.